# Lefschetzs hyperplansats
Lefschetzs hyperplansats är inom matematiken ett precist uttalande om vissa relationer mellan formen av en algebraisk varietet och formen av dess delvarieteter. Mer precist säger satsen att om X är en varietet inbäddad i projektiva rummet och en hyperplansektion Y, bestämmer homologin, kohomologin och homotopigrupperna av X motsvarande av Y. Ett resultat av detta slag framlades först av Solomon Lefschetz för homologigrupper av komplexa algebraiska varieteter. Likadana resultat har senare upptäckts för homotopigrupper i positiv karakteristik, och i andra homologi- och kohomologiteorier.